# Karbetocin
Karbetocin (Duratocin) je akušerski lek koji se koristi za kontrolu krvarenja nakon porođaja. On je strukturni analog oksitocina, i njegovo dejstvo je slično oksitocinu, npr. kontrakcija materice.
Karbetocin je u prodaji u Kanadi i Ujedinjenom Kraljevstvu, a nije odobren za  upotrebu u Sjedinjenim Američkim Državama.

## Literatura
1. ↑  „Carbetocin Versus Syntometrine for the Third Stage of Labour”.
2. ↑  „Carbetocin (Systemic)”. Архивирано из оригинала 29. 09. 2014. г. Приступљено 11. 06. 2011.
3. ↑  „Carbetocin may be more potent than oxytocin following c-section>”. Архивирано из оригинала 08. 05. 2011. г. Приступљено 11. 06. 2011.

## Spoljašnje veze
- Karbetocin

|  | Molimo Vas, obratite pažnju na važno upozorenje u vezi sa temama iz oblasti medicine (zdravlja). |